# Robert Pitts
Robert « R.C. » Pitts, né le 23 juin 1919 et décédé le 29 octobre 2011, était un joueur américain de basket-ball. Il évolue au poste d'ailier. 

## Palmarès
- Champion olympique 1948
- Champion Amateur Athletic Union 1948